# FM O Dia Vitória
FM O Dia Vitória é uma estação de rádio brasileira sediada em Vitória, capital do estado de Espírito Santo. Opera no dial FM, na frequência 90.5 MHz, e desde de 2024 é afiliada à FM O Dia.
Pertence à Rede Vitória de Comunicação do Grupo Buaiz, responsável pela rádio Jovem Pan FM Vitória e pela TV Vitória, e sua programação é voltada para o jornalismo e esporte. Seus estúdios estão localizados no Parque Moscoso, juntamente com sua co-irmã TV Vitória, a frequência é oriunda de uma migração AM-FM e já foi as antigas Rádio Vitória e Jovem Pan News Vitoria.

## História
Foi criada na metade dos anos 1950, por um engenheiro elétrico vindo de São Paulo, á Rádio Vitória. Foi a segunda emissora de rádio de Vitória, sendo a Rádio Capixaba a primeira operando em ondas tropicais. No final da década, a rádio passou a incorporar os Diários Associados. O objetivo depois da incorporação, seria lançar a candidatura da João Calmon, protegido de Assis Chateaubriand, que foi fundador da TV Vitória.
A rádio foi uma referência com sua programação esportiva, além do jornalismo popular e na área policial. Na época, a emissora tinha caráter politico e chegou a contar até mesmo com João Calmon e Gerson Camata na apresentação de programas da emissora na década de 1970.
A crise financeira afetou os Diários no início da década de 1980, por conta disso, a rádio foi vendida ao Grupo Buaiz, conglomerado responsável pela Buaiz Alimentos, atuando no segmento alimentício. Depois da compra, a rádio passou a ser musical, tendo como forte tendência musical, a música sertaneja.
Em 2002, o grupo decidiu arrendar á emissora para Assembléia de Deus do Espírito Santo, liderada pelo evangelista e ex-deputado Reginaldo Almeida, passando a ser totalmente evangélica. O arrendamento encerrou em 2009, quando o grupo decidiu retomar com um novo projeto para Rádio Vitória, assim a emissora passou ter nomes de referência no rádio capixaba, como: Adelson Alvares, Amaro Neto, Carlos Vitor, Yuri Ataíde, entre outros. A programação era jornalística, esportiva e musical.
Em 2014, o grupo decide investir mais no radiojornalismo e se afilia à Jovem Pan News no dia 1 de agosto, com isso os programas locais foram encerrados e os locutores passaram a atuar somente na televisão. No mesmo ano foi solicitada a migração AM-FM.
Em 2019, a emissora recebeu a tão esperada autorização para operar em FM, a frequência definida foi FM 90.5. Assim, no inicio de janeiro de 2020, a emissora começou a operar na nova frequência.
Em 2024 é anunciada a saída da emissora da rede após 10 anos de afiliação a Jovem Pan News, e a frequência passa a ser ocupada pela rádio FM O Dia, do Rio de Janeiro, de segmento popular, estreou em 04 de novembro de 2024 no dial. 